# Универсидад Сентраль де Венесуэла
«Универсида́д Сентра́ль де Венесуэ́ла» (исп. Universidad Central de Venezuela Fútbol Club), более известный как «Универсидад Сентраль», — венесуэльский футбольный клуб, представляющий столицу страны Каракас и Центральный университет Венесуэлы.

## История
Основанный в 1950 году, «Универсидад Сентраль» является одним из первых футбольных клубов Венесуэлы. В любительский период венесуэльского футбола клуб дважды выигрывал чемпионат страны. В 1957 году «Универсидад Сентраль» в числе шести клубов стал участником первого профессионального чемпионата Венесуэлы по футболу, в котором он и победил. Однако в следующем чемпионате команда уже не принимала участие. В 1962 году клуб вновь принял участие в чемпионате Венесуэлы и занял второе место. Следующее появление команды в главном дивизионе произошло в 1985 году, по итогам сезона 1988/89 «Универсидад Сентраль» покинул Примеру.
Вернуться в элиту университетской команде удалось уже в XXI веке — по итогам сезона 2020 года команда заняла второе место во Втором дивизионе и добилась права на повышение в 2021 году.

## Достижения
- Чемпион Венесуэлы (1): 1957
- Чемпион Венесуэлы (любительская эра) (2): 1951, 1953